# Ҷ
Ҷ, ҷ – litera rozszerzonej cyrylicy wykorzystywana między innymi w językach abchaskim i tadżyckim. W języku abchaskim oznacza dźwięk [t͡ʃ’], natomiast w tadżyckim odpowiada dźwiękowi [d͡ʒ].

## Kodowanie
| Litera                 | Ҷ                                          | Ҷ                                          | ҷ                                        | ҷ                                        |
| ---------------------- | ------------------------------------------ | ------------------------------------------ | ---------------------------------------- | ---------------------------------------- |
| Nazwa w Unikodzie      | CYRILLIC CAPITAL LETTER CHE WITH DESCENDER | CYRILLIC CAPITAL LETTER CHE WITH DESCENDER | CYRILLIC SMALL LETTER CHE WITH DESCENDER | CYRILLIC SMALL LETTER CHE WITH DESCENDER |
| Kodowanie              | dziesiętnie                                | szesnastkowo                               | dziesiętnie                              | szesnastkowo                             |
| Unikod                 | 1206                                       | U+04B6                                     | 1207                                     | U+04B7                                   |
| UTF-8                  | 210 182                                    | D2 B6                                      | 210 183                                  | D2 B7                                    |
| Odwołania znakowe SGML | &#1206;                                    | &#x4B6;                                    | &#1207;                                  | &#x4B7;                                  |
| Źródło:                |                                            |                                            |                                          |                                          |